# Operation Biting

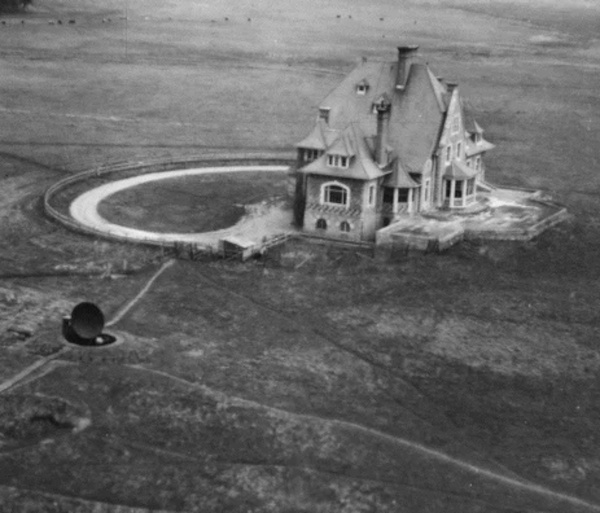
Würzburg-Radar beim Château Bruneval

Die Operation Biting war ein Kommandounternehmen der Britischen Armee während des Zweiten Weltkriegs. Vom 27. auf den 28. Februar 1942 wurden wichtige Teile eines bei Bruneval (49° 40′ 16,1″ N, 0° 9′ 42,6″ O) in Frankreich aufgestellten deutschen „Würzburg“-Funkmessgerätes erbeutet und nach England gebracht. Die Auswertung ergab wichtige Informationen über den Stand der deutschen Dezimeterwellen-Radartechnik.
Aufgrund dieser Erkenntnisse wurden im Juli 1943 bei den Luftangriffen der „Operation Gomorrha“ gegen Hamburg die dort vorhandenen Würzburg-Geräte erstmals wirksam gestört und damit Nachtjäger und Flugabwehr in ihrem Einsatz schwer behindert.
Geplant wurde die Operation unter Mithilfe von Mitgliedern der französischen Résistance, die den Briten den genauen Standort und das Umfeld beschrieben. Auf Empfehlung von Lord Mountbatten entschied der Stab für verbundene Kriegsführung, dass keine Anlandung von See her, sondern ein Luftlandeunternehmen durchgeführt werden sollte. Nach dem Einsatz sollten die Fallschirmjäger mit Landungsbooten der Royal Navy über den Ärmelkanal nach Großbritannien zurückgeholt werden.
Nur ein einziger RAF-Angehöriger, der Ingenieur und Flight sergeant (Feldwebel) C. W. H. Cox, nahm als Radarfachmann an der Operation teil. Vor dem Unternehmen versuchte man, ihn zum Heer zu versetzen, da bei seiner eventuellen Gefangennahme die Deutschen sofort annehmen würden, dass der einzige Luftwaffendienstgrad ein Radarspezialist sein müsse. Aufgrund von bürokratischen Hürden durfte man ihn aber nicht einmal für die kurze Dauer des Einsatzes versetzen.
Die Operation Biting war der erste Angriff der 1. Britischen Fallschirmjägerbrigade, ausgeführt von 120 Männern der C-Kompanie des 2. Bataillons. Einheiten des britischen 12. Commandos waren auf den Schutz der Evakuierung über See vorbereitet.
Die von Thruxton aus gestarteten Fallschirmjäger sprangen gegen Mitternacht in kleinen Gruppen zusammen mit sechs weiteren Elektronikern aus Whitley-Bombern ab. Das Kommando über die Einsatzgruppe hatte Major John Frost, der später bei Arnheim während der Operation Market Garden bekannt wurde.
Der Angriff kam für die Deutschen völlig überraschend. Nachdem drei deutsche MG-Posten außer Gefecht gesetzt worden waren, konnten die alliierten Fachleute die wichtigsten elektronischen Teile erbeuten, darunter die frequenzbestimmenden Komponenten. Die Antenne konnte gelöst werden, indem man die Halterung durchsägte. Insgesamt konnten der Sender, der Empfänger, das Impulsgerät und der Zwischenfrequenzverstärker erbeutet werden, obwohl ein Teil des Fallschirmtrupps etwas abgetrieben worden war und somit dem Demontagetrupp statt der geplanten 30 Minuten nur 10 Minuten Zeit blieben.

Percy Pickard, Kommandeur der No. 51 Squadron RAF, inspiziert einen deutschen Helm nach der Operation Biting

Die Evakuierung verzögerte sich unter schwerem deutschem Feuer. Die Kommandoeinheiten brauchten eine Stunde, um einen Gegenangriff durchzuführen.
Während der Operation wurden zwei Briten getötet und vier weitere gefangen genommen. Die Briten wiederum machten drei Gefangene, darunter den Aushilfsbediener des Würzburg-Geräts, der ihnen geheime Informationen verriet. Dabei stellte sich schnell heraus, dass das System in einem engen Frequenzbereich um 560 MHz (Wellenlänge 53,6 cm) herum arbeitete, der sich nur in geringen Grenzen ändern ließ. Ein positives Merkmal war die ausgefeilte und saubere Bauart. Ein aufgenietetes Typschild verriet das Herstellungsjahr 1939, was bedeutete, dass die Deutschen zu diesem Zeitpunkt auf dem Gebiet der Dezimeterwellen-Radartechnik führend waren.
Als Konsequenz aus dem Kommandounternehmen wurden bald alle deutschen Radarstationen in den besetzten Gebieten meist mit umfassenden Hindernissen aus Stacheldraht massiv befestigt, was zur Folge hatte, dass die Stationen nun viel einfacher durch die alliierte Luftaufklärung entdeckt wurden als die auf Fotos kaum erkennbaren Würzburg-Parabolspiegel.
Die Briten ihrerseits verlegten die britische Fernmeldeversuchsabteilung TRE von Swanage in das sichere Malvern in der Grafschaft Worcestershire, da man befürchtete, dass die Deutschen auf das wichtige TRE nun ebenfalls ein solches Kommandounternehmen ansetzen könnten.
Aufgrund der Erkenntnisse über die Technik des Würzburg-Gerätes konnten die Alliierten nun wirksame Störmaßnahmen ergreifen. Erstmals warfen vorausfliegende britische Pathfinder-Flugzeuge und die führenden Maschinen des Bomberstroms bei der Operation Gomorrha, den schweren Angriffen auf Hamburg im Juli 1943, zur Störung der deutschen Radargeräte „Window“-Streifen aus Stanniol mit einer Länge von 26,8 cm (= halbe Wellenlänge des Würzburg-Radars) ab. In der Folge wurden jedoch rasch Möglichkeiten gefunden, die Störungen durch die „Window“-Streifen zu eliminieren.